# Andaluzja
Andaluzja (hiszp. Andalucía, z arab. Al-Andalus, pierwotna nazwa nawiązywała do Wandalów) – najludniejsza i druga pod względem powierzchni wspólnota autonomiczna położona w południowej Hiszpanii, obejmuje większą część regionu historycznego o tej samej nazwie oraz pasmo górskie na północy Sierra Morena. Graniczy na północy z Estremadurą i Kastylią-La Manchą, na wschodzie Murcją, a na zachodzie z Portugalią.
Jest to region rolniczo-przemysłowy, z rozwiniętym górnictwem, uprawami oliwek, bawełny, dębu korkowego, cytrusów, palm daktylowych.
Stolicą Andaluzji jest Sewilla. Ważniejsze miasta to Grenada, Kordoba i Malaga. Andaluzja jest ojczyzną tańca flamenco.
Znajduje się tu najwyższy w kontynentalnej Hiszpanii łańcuch górski Sierra Nevada.

## Historia

### Kartagińczycy i Rzymianie
Wraz z upadkiem fenickich miast, Kartagina zdominowała zachodnią część Morza Śródziemnego i stała się najważniejszym partnerem handlowym dla małych miasteczek semickich wzdłuż wybrzeża andaluzyjskiego. Pomiędzy pierwszą i drugą wojną punicką Kartagina powiększyła swoją kontrolę poza Andaluzję i przyłączyła całą Iberię z wyjątkiem Kraju Basków. Andaluzja była głównym polem bitwy, gdzie toczyły się walki przeciwko Rzymowi prowadzone przez Hannibala. Kiedy Rzymianie pokonali Kartagińczyków i opanowali Andaluzję, region został przemianowany na Baetica.

### Wandalowie i Wizygoci
W V wieku n.e. Wandalowie szybko przemieszczali się po tym obszarze zanim osiedlili się w Afryce Północnej, następnie region ten wpadł w ręce Królestwa Wizygotów, które musiało zmierzyć się z wpływami bizantyńskimi na tym obszarze.

### Okres muzułmański
Podboje Kalifatu Umajjadów w latach 711-718 oznaczały upadek rządów Wizygotów na Półwyspie Iberyjskim. Tariq bin Ziyad znany w hiszpańskiej historii i legendach jako Tariq El Tuerto (Tariq Jednooki) był muzułmaninem afrykańskiego pochodzenia i wodzem, który z polecenia kalifa Al-Walida podbił Hiszpanię Wizygotów w 711 roku. Znawca historii Ibn Khaldoun twierdził, iż Tariq Ibn Ziyad pochodził z algierskiego plemienia barbarzyńców. Jest on uważany za jednego z najważniejszych przywódców wojskowych w iberyjskiej historii. Początkowo był zastępcą Musy ibn Nusaira w Północnej Afryce i został wysłany przez przełożonego, aby przypuścić pierwszy atak na Królestwo Hiszpanii (w którego skład wchodziły Nowa Hiszpania i Portugalia). Pewne roszczenia sprowokowały go do interwencji wobec spadkobierców władcy Wizygotów, Wittizy i wizygockiej wojny domowej.
29 kwietnia 711 roku armie Tariqa znalazły się na Gibraltarze (nazwa Gibraltar pochodzi od arabskiej nazwy Gibr al Tariq – skała Tariq). W XVII w. muzułmański historyk Al Maggari napisał, że po wylądowaniu na lądzie Tariq nakazał spalić wszystkie okręty, a potem przemówił do swoich żołnierzy następującymi słowami:

Och moi wojownicy, umierać czy uciekać? Za wami jest morze, przed wami jest wróg. Pozostała jedynie wiara w waszą odwagę i lojalność.

W epoce średniowiecza kultura andaluzyjska była pod silnym wpływem muzułmańskim przez prawie 800 lat. Kordoba stała się największym i najbogatszym miastem w Europie Zachodniej i jednym z największych na świecie. Maurowie zakładali na tym terenie uniwersytety rozwijając naukę i sztukę, sprowadzając największe osiągnięcia cywilizacyjne, jakie napotkali. W zachodniej Europie wiedza Maurów i Żydów przyczyniła się do ożywienia i rozwoju dziedzin takich, jak: astronomia, medycyna, filozofia i matematyka.
Za czasów muzułmańskich nazwa „Al-Andalus” była używana jako określenie obszaru o wiele większego niż obecny region i w pewnych okresach odwoływała się do prawie całego Półwyspu Iberyjskiego, gdzie muzułmańskie zasady i kultura utrzymały się najdłużej.

## Podział administracyjny
Andaluzja dzieli się na osiem prowincji, które zostały utworzone w 1833 roku w ramach reformy administracyjnej. Historycznie cały region dzieli się na Andaluzję Wschodnią (Andalucía Oriental) oraz Andaluzję Zachodnią (Andalucía Occidental).
| Prowincja | Stolica | Liczba ludności (2018) | Powierzchnia | Liczba comarc | Liczba gmin |
| --------- | ------- | ---------------------- | ------------ | ------------- | ----------- |
| Almería   | Almería | 709 340                | 72,5 km²     | 7             | 102         |
| Kadyks    | Kadyks  | 1 238 714              | 158,8 km²    | 6             | 44          |
| Kordoba   | Kordoba | 785 240                | 72,4 km²     | 8             | 75          |
| Grenada   | Grenada | 912 075                | 68,7 km²     | 10            | 170         |
| Huelva    | Huelva  | 519 932                | 47,7 km²     | 6             | 79          |
| Jaén      | Jaén    | 638 099                | 49,1 km²     | 10            | 97          |
| Malaga    | Malaga  | 1 641 121              | 204,1 km²    | 6             | 102         |
| Sewilla   | Sewilla | 1 939 887              | 129,2 km²    | 9             | 105         |

## Klimat
W Andaluzji panuje klimat podzwrotnikowy morski, z rosnącym ku wschodowi stopniem kontynentalizmu. Zimy są ciepłe i deszczowe, suche i gorące lata zaczynają się w Maladze na początku maja. Średnia temperatura stycznia i sierpnia w Sewilli wynosi 10,5 °C i 28,1 °C, a w Maladze 12,5 °C i 27,6 °C.

## Ukształtowanie powierzchni

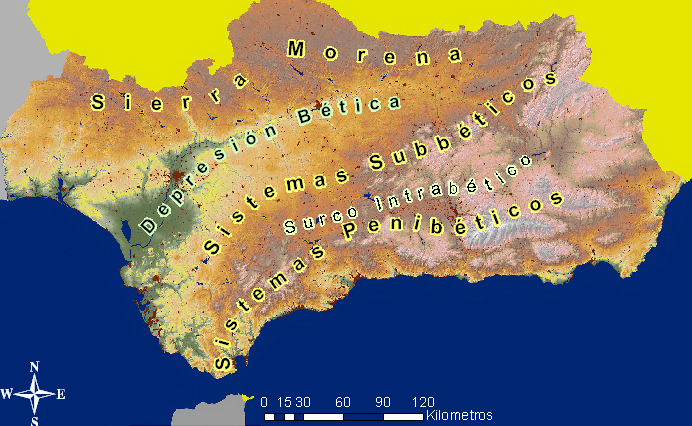
Lokalizacja głównych form rzeźby powierzchni ziemi w Andaluzji.

Pasma górskie Andaluzji mają wpływ na klimat, sieć rzeczną, gleby, bioregiony i gospodarkę człowieka, gdyż jest ona uzależniona od zasobów naturalnych. Około 15% terenu jest położone powyżej 1000 m n.p.m. i około 15% poniżej 100 m n.p.m. Główne rzeki to Gwadalkiwir i Genil.
Na północy Andaluzji znajdują się góry Sierra Morena, 570-kilometrowy łańcuch górski. Góry te urwiście opadają ku dolinie Gwadalkiwiru. Z północy na południe przecina je głęboki wąwóz Despenaperros. Dalej, ku zachodowi, góry obniżają się, a ich łańcuchy rozszerzają się, zajmując północ prowincji Sevilla i Huelva. Dolina Gwadalkiwiru na południe od gór była kiedyś cieśniną morską łączącą Ocean Atlantycki z Morzem Śródziemnym. Glebę tworzą tu osady rzeczne. Płaska, nisko położona dolina jest najgęściej zaludnioną częścią Andaluzji. Wschód i południe Andaluzji wypełniają góry Sierra Nevada, najwyższe pasmo kontynentalnej Hiszpanii, z najwyższym szczytem Mulhacén (3478 m n.p.m.). W stronę ujścia Gwadalkiwiru i Cieśniny Gibraltarskiej ciągną się niewysokie łańcuchy Serrania de Ronda.

## Hydrografia
Andaluzja ma rzeki wpadające zarówno do Atlantyku jak do Morza Śródziemnego. Do Atlantyku wpadają: Guadiana, Odiel-Tinto, Gwadalkiwir, Guadalete, i Barbate. Do Morza Śródziemnego wpadają Guadiaro, Guadalhorce, Guadalmedina, Guadalfeo, Andarax i Almanzora. Spośród nich, Gwadalkiwir, jest najdłuższą rzeką w Andaluzji i piątą najdłuższą na Półwyspie Iberyjskim (657 km) oraz przepływa przez Kordobę.
Rzeki zlewiska Atlantyku są długie, biegną przez głównie płaskie tereny i mają szerokie doliny rzeczne. W rezultacie, ich ujścia to delty, jak bagna Donana w ujściu Gwadalkiwiru, lub bagna Odiel. W przeciwieństwie do rzek zlewiska Atlantyku, rzeki zlewiska Morza Śródziemnego są krótkie, często okresowe, i mają duży spadek z Gór Betyckich. Ich ujścia są małe, a ich doliny są mniej odpowiednie dla rolnictwa. Poza tym, położenie w cieniu opadowym Gór Betyckich powoduje, że rzeki te otrzymują mniej wody.
W Andaluzji można wyróżnić następujące dorzecza: po stronie Atlantyku dorzecze Gwadalkiwiru, dorzecza rzek przybrzeżnych i dorzecze Guadiana, a po stronie Morza Śródziemnego dorzecza rzek przybrzeżnych i dorzecze Segury.

## Demografia
Andaluzja jest najbardziej zaludnioną z 17 wspólnot autonomicznych Hiszpanii. Szacowana populacja na rok 2018 wynosiła 8 384 408 osób. Ludność jest skoncentrowana w stolicach prowincji i wzdłuż wybrzeży. Poziom urbanizacji jest dosyć wysoki. Połowa ludności jest skoncentrowana w 28 miastach powyżej 50 000 mieszkańców. Populacja starzeje się, pomimo procesu imigracji.

## Gospodarka
Andaluzja jest regionem rolniczym, ale przeważa sektor usług (głównie turystyka, handel detaliczny i transport). Sektor budowlany, ciężko uderzony recesją 2009 roku, był również ważny dla gospodarki regionu. Sektor przemysłowy jest mniej rozwinięty niż w większości regionów Hiszpanii. Według Instituto Nacional de Estadística (INE), w latach 2000-2006 PKB na osobę w Andaluzji pozostawało drugie najniższe w Hiszpanii, po Estremadurze.
W Andaluzji w oparciu o sztuczne nawadnianie uprawia się oliwki (75% zbioru krajowego), bawełnę, zboża, winorośle, tytoń, daktyle, dąb korkowy, buraki cukrowe, drzewa cytrusowe i ostnicy esparto. Hoduje się tu owce i kozy. Wydobywane są również rudy żelaza, miedzi, manganu, uranu i pirytów. Rozwinięty jest także przemysł metalurgiczny, stoczniowy, włókienniczy, chemiczny, spożywczy, rafineryjny. Dużą rolę w gospodarce regionu mają porty morskie.

## Turystyka

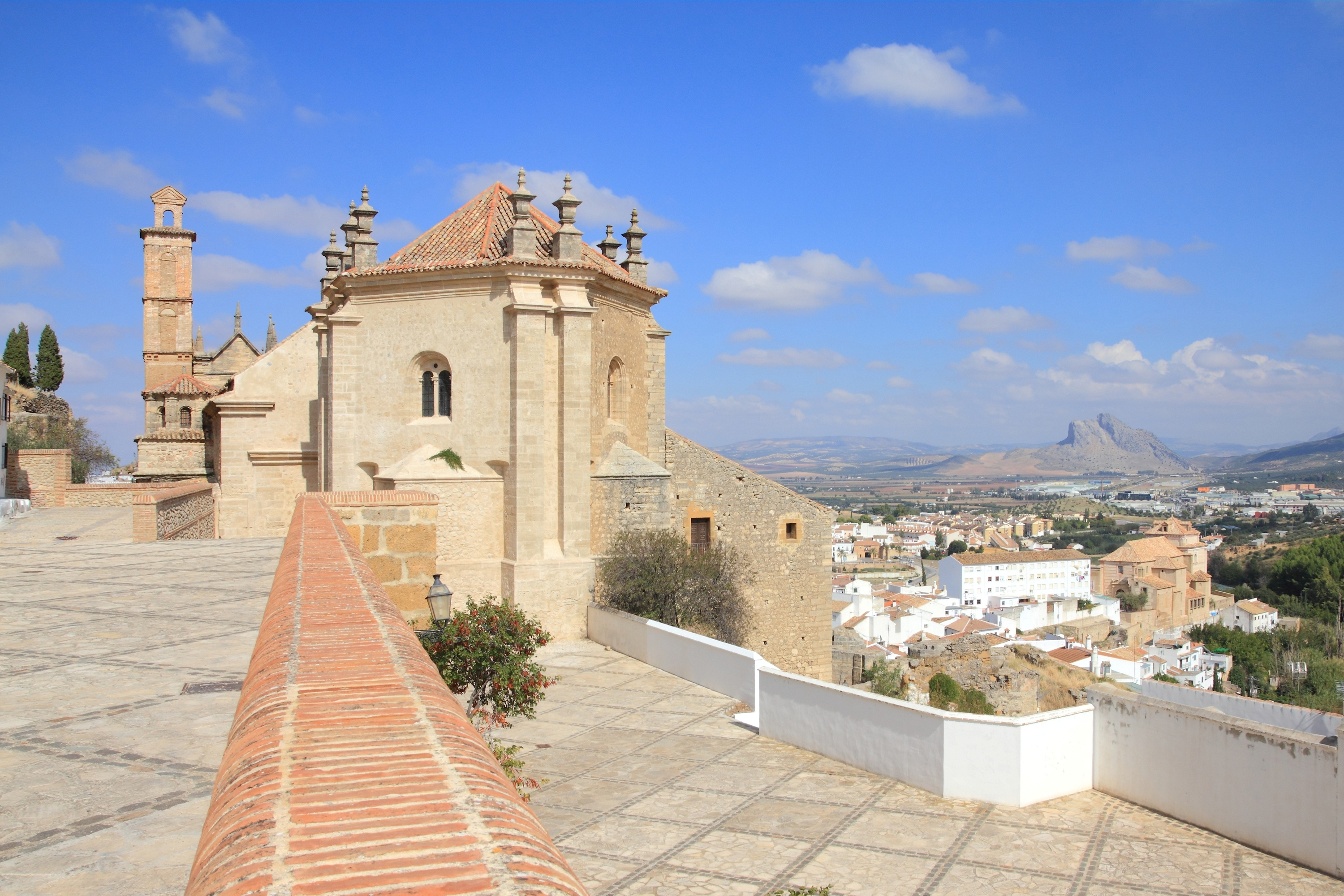
Historyczne miasto Antequera.

Andaluzja to najbardziej na południe wysunięty region Hiszpanii a tym samym najcieplejszy na kontynencie europejskim, który od wybrzeża Afryki oddziela zaledwie 15 kilometrów. To tutaj, od wybrzeża Costa de la Luz, Costa del Sol, Costa Tropical i Costa Almeria znajdują się jedne z piękniejszych hiszpańskich plaż odwiedzanych co roku przez miliony turystów.
- Costa del Sol – wybrzeże słońca – znajdują się tu zabytki kultury Maurów. Na Costa del Sol znajduje się ponad 30 pól golfowych, uważanych za najlepsze w Europie. Niebywałą atrakcją turystyczną jest również znajdujący się w pobliżu Gibraltar, który znajduje się zaledwie krok od Maroka. W Andaluzji narodziło się flamenco, stąd wywodzi się tradycja ludowych zabaw i festynów, corrida.
- Costa de la Luz – wybrzeże światła
- Sierra Nevada – region narciarski
- W pobliżu ujścia Gwadalkiwiru do oceanu znajduje się park narodowy Doñana
- Costa Tropical – tropikalne wybrzeże, na którym z uwagi na klimat uprawia się owoce tropikalne.
- Costa Almeria – wybrzeże będące morskim przedłużeniem surowego pustynnego klimatuplaża w Benalmadenie na Costa del Sol (Andaluzja)[6]

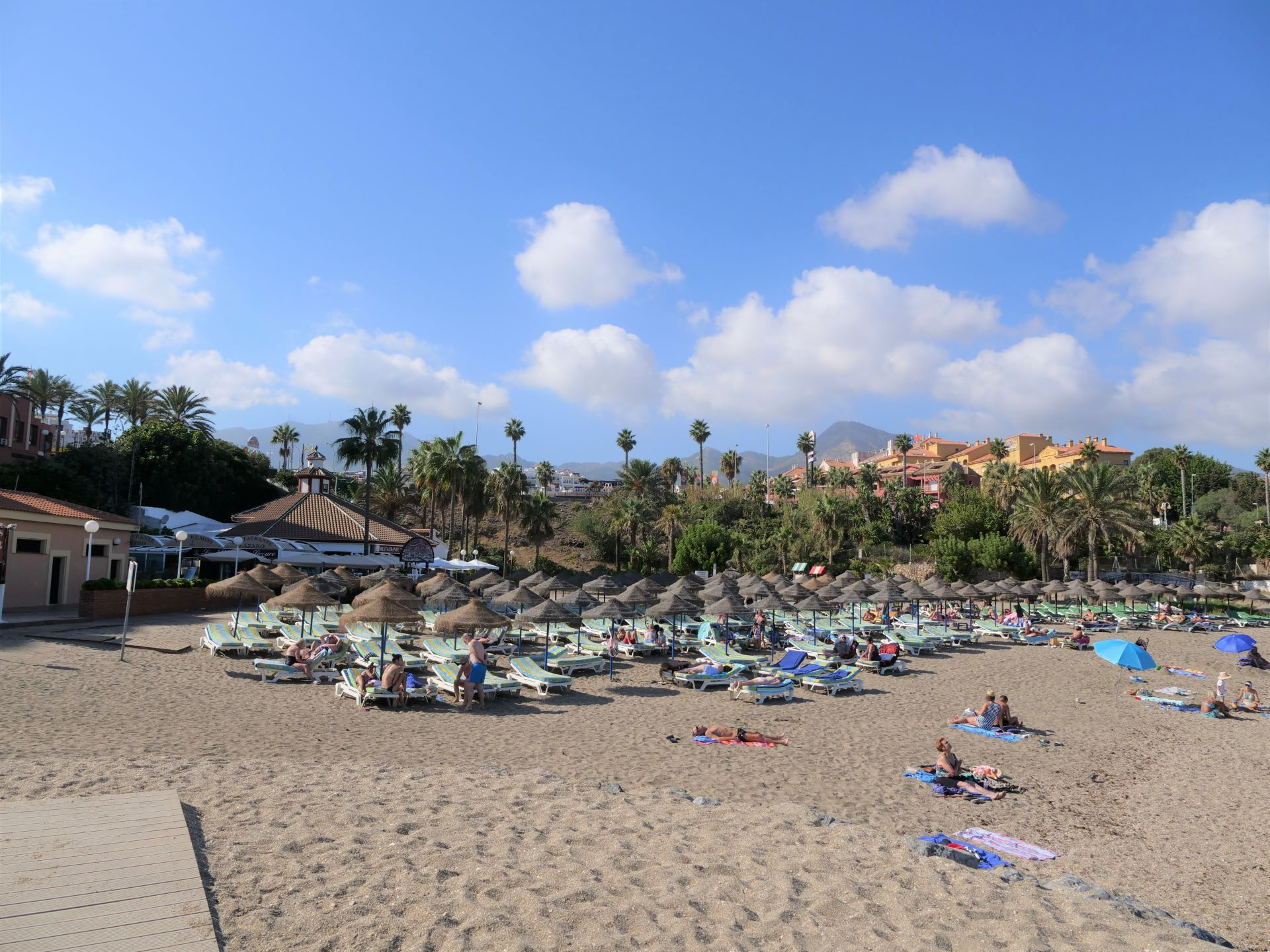
plaża w Benalmadenie na Costa del Sol (Andaluzja)

## Prezydenci Andaluzji
- 1982–1984: Rafael Escuredo (PSOE)
- 1984–1990: José Rodríguez de la Borbolla (PSOE)
- 1990–2009: Manuel Chaves González (PSOE)
- 2009–2009: Gaspar Zarrías (PSOE), p.o.
- 2009–2013: José Antonio Griñán (PSOE)
- 2013–2019: Susana Díaz (PSOE)[7]
- od 2019: Juan Manuel Moreno (PP)